# Elecciones parlamentarias de Chile de 1925
En las elecciones parlamentarias de 1925, correspondientes al período 1926-1930, se eligieron por el nuevo sistema democrático de Chile, consagrado en la Constitución política de 1925, a 132 diputados y 45 senadores, renovables por mitades cada cuatro años. En esta ocasión se eligieron la totalidad de los escaños senatoriales.
Aumentó considerablemente el número de votantes, ya que se realizó los cambios necesarios sugeridos por la Oficina Nacional de Estadísticas a causa de la explosión demográfica del país. La población total en la época era de 3 929 000 habitantes, de los cuales 302 142 ejercían su derecho a sufragio otorgado por la nueva Constitución política del Estado, redactada por el abogado liberal José Maza Fernández y promulgada por el gobierno de Arturo Alessandri Palma.

## Elección de laCámara de Diputados

### Resultados
| Partido                                 | Sigla                  | Votos        | %?           | Dip.? | %?      | ± %?    |
| --------------------------------------- | ---------------------- | ------------ | ------------ | ----- | ------- | ------- |
| Partido Radical                         | PR                     | 56 001       | 21,39 %      | 39    | 29,55 % | -7,16 % |
| Partido Liberal                         | PL                     | 84 895       | 32,43 %      | 33    | 25 %    | 4,17 %  |
| Partido Conservador                     | PCon                   | 51 902       | 19,83 %      | 28    | 21,21 % |         |
| Partido Demócrata                       | PD                     | 58 658       | 22,41 %      | 13    | 9,85 %  | 13,51 % |
| Partido Liberal Democrático             | PLD                    | léase nota 1 | léase nota 1 | 10    | 7,58 %  |         |
| Unión Social Republicana de Asalariados | USRACh                 | léase nota 2 | léase nota 2 | 9     | 6,82 %  |         |
| Independientes                          | Ind                    | 10 323       | 3,94 %       | 0     | 0 %     |         |
| Total de votos válidos                  | Total de votos válidos | 261 779      | 100 %        |       |         |         |

### Listado de diputados 1926-1930
| Departamentos                          | N°  | Diputado                           | Partido |
| -------------------------------------- | --- | ---------------------------------- | ------- |
| Tarapacá Pisagua                       | 1   | Marco Antonio de la Cuadra Poisson | PL      |
| Tarapacá Pisagua                       | 2   | Alejandro Cuadra Lazo              | PR      |
| Tarapacá Pisagua                       | 3   | Luis Alberto Cuevas Contreras      | PR      |
| Tarapacá Pisagua                       | 4   | José Miguel de La Maza             | PR      |
| Tocopilla Antofagasta Taltal           | 5   | Arturo Hiparco Lois Fraga          | PR      |
| Tocopilla Antofagasta Taltal           | 6   | Pedro Reyes Díaz                   | USRACH  |
| Tocopilla Antofagasta Taltal           | 7   | Ramón Alzamora Ríos                | USRACH  |
| Tocopilla Antofagasta Taltal           | 8   | José Santos Córdoba Rencoret       | USRACH  |
| Tocopilla Antofagasta Taltal           | 9   | Luis Fuenzalida Cerda              | PL      |
| Tocopilla Antofagasta Taltal           | 10  | Leonardo Guzmán Cortés             | PR      |
| Chañaral-Copiapó Freirina-Huasco       | 11  | Isauro Torres Cereceda             | PR      |
| Chañaral-Copiapó Freirina-Huasco       | 12  | Wenceslao Sierra                   | PR      |
| La Serena Elqui Coquimbo               | 13  | José Antonio Echavarría            | PL      |
| La Serena Elqui Coquimbo               | 14  | Federico Marín Troncoso            | PCon    |
| La Serena Elqui Coquimbo               | 15  | Rodolfo Michels Cabero             | PR      |
| Ovalle Combarbalá Illapel              | 16  | Eliseo Peña Villalón               | PR      |
| Ovalle Combarbalá Illapel              | 17  | Gustavo Silva Campos               | PR      |
| Ovalle Combarbalá Illapel              | 18  | Pedro Félix Vicuña Novoa           | PL      |
| Ovalle Combarbalá Illapel              | 19  | Ángel Custodio Vicuña Pérez        | PL      |
| Petorca La Ligua                       | 20  | Juan Andrés Guerra Toledo          | PL      |
| Petorca La Ligua                       | 21  | Benigno Acuña Robert               | PL      |
| San Felipe Putaendo Los Andes          | 22  | Tito Vespasiano Lisoni Mac-Clure   | PLD     |
| San Felipe Putaendo Los Andes          | 23  | Maximiano Errázuriz Valdés         | PCon    |
| San Felipe Putaendo Los Andes          | 24  | Francisco Piraíno Pizarro          | PR      |
| Valparaíso Quillota Casablanca Limache | 25  | Francisco Montané Urrejola         | PCon    |
| Valparaíso Quillota Casablanca Limache | 26  | Luis Valencia Courbis              | PCon    |
| Valparaíso Quillota Casablanca Limache | 27  | Manuel Muñoz Cornejo               | PCon    |
| Valparaíso Quillota Casablanca Limache | 28  | Enrique Lillo Pacheco              | PD      |
| Valparaíso Quillota Casablanca Limache | 29  | Gustavo Rivera Baeza               | PL      |
| Valparaíso Quillota Casablanca Limache | 30  | José Manuel Ríos Arias             | PL      |
| Valparaíso Quillota Casablanca Limache | 31  | José María Lorca Pellross          | PL      |
| Valparaíso Quillota Casablanca Limache | 32  | Manuel Merino Esquivel             | PL      |
| Valparaíso Quillota Casablanca Limache | 33  | Alfredo Guillermo Bravo Zamora     | PR      |
| Valparaíso Quillota Casablanca Limache | 34  | Pedro León Ugalde Naranjo          | PR      |
| Valparaíso Quillota Casablanca Limache | 35  | Ramón Sepúlveda Leal               | USRACH  |
| Santiago                               | 36  | Jorge Alessandri Rodríguez         | Ind-PL  |
| Santiago                               | 37  | Fernando Varas Contreras           | PCon    |
| Santiago                               | 38  | Carlos Vergara Leyton              | PCon    |
| Santiago                               | 39  | José Luis Sepúlveda Madrid         | PCon    |
| Santiago                               | 40  | Rafael Luis Gumucio Vergara        | PCon    |
| Santiago                               | 41  | Elías Errázuriz Larraín            | PCon    |
| Santiago                               | 42  | Rafael Silva Lastra                | PD      |
| Santiago                               | 43  | Vicente Adrián Villalobos          | PD      |
| Santiago                               | 44  | Nicasio Retamales                  | PD      |
| Santiago                               | 45  | Ismael Edwards Matte               | PL      |
| Santiago                               | 46  | Enrique Matta Figueroa             | PL      |
| Santiago                               | 47  | Antonio Vicuña Subercaseaux        | PL      |
| Santiago                               | 48  | Manuel Guzmán Maturana             | PR      |
| Santiago                               | 49  | Rogelio Ugarte Bustamante          | PR      |
| Santiago                               | 50  | Domingo Durán Morales              | PR      |
| Santiago                               | 51  | Rosamel Gutiérrez Aguilera         | PR      |
| Santiago                               | 52  | Luis Ayala Poblete                 | USRACH  |
| Santiago                               | 53  | Luis Cruz Steghmanns               | USRACH  |
| Melipilla San Antonio La Victoria      | 54  | Manuel Cruzat Vicuña               | PCon    |
| Melipilla San Antonio La Victoria      | 55  | Patricio Achurra Plaza             | PCon    |
| Melipilla San Antonio La Victoria      | 56  | Cardenio González Sepúlveda        | PD      |
| Melipilla San Antonio La Victoria      | 57  | Alfredo Moreno Bruce               | PL      |
| Melipilla San Antonio La Victoria      | 58  | Santiago Labarca Labarca           | PR      |
| Rancagua Cachapoal Maipo               | 59  | Rafael Moreno Echavarría           | PCon    |
| Rancagua Cachapoal Maipo               | 60  | Julio Valenzuela                   | PL      |
| Rancagua Cachapoal Maipo               | 62  | Pedro Salinas Fuenzalida           | PL      |
| Rancagua Cachapoal Maipo               | 63  | Santiago Rubio Rubio               | PR      |
| Caupolicán                             | 64  | Luis Antonio Barahona Fornés       | PCon    |
| Caupolicán                             | 65  | Pedro Letelier Elgart              | PL      |
| Caupolicán                             | 66  | Ignacio Aránguiz Cerda             | PCon    |
| San Fernando San Vicente               | 67  | Fidel Estay Cortés                 | PD      |
| San Fernando San Vicente               | 68  | Santiago Pérez Peña                | PL      |
| San Fernando San Vicente               | 69  | Joaquín Tagle Ruiz                 | PCon    |
| Curicó Santa Cruz Vichuquén            | 70  | José Ramón Gutiérrez Alliende      | PCon    |
| Curicó Santa Cruz Vichuquén            | 71  | Héctor Rodríguez de la Sotta       | PCon    |
| Curicó Santa Cruz Vichuquén            | 72  | Manuel Rivas Vicuña                | PL      |
| Curicó Santa Cruz Vichuquén            | 73  | Octavio Mujica Valenzuela          | PL      |
| Talca Curepto Lontué                   | 74  | Ernesto Cruz Concha                | PCon    |
| Talca Curepto Lontué                   | 75  | Guillermo Donoso Grez              | PL      |
| Talca Curepto Lontué                   | 76  | Aurelio Donoso Henríquez           | PLD     |
| Talca Curepto Lontué                   | 77  | Rodolfo Armas Riquelme             | PR      |
| Talca Curepto Lontué                   | 78  | Leopoldo Figari Forno              | PR      |
| Constitución Cauquenes Chanco Itata    | 79  | Ramón Silva Pinochet               | PL      |
| Constitución Cauquenes Chanco Itata    | 80  | Narciso Rivera Silva               | PCon    |
| Constitución Cauquenes Chanco Itata    | 81  | Alejandro Herquíñigo Gómez         | PLD     |
| Constitución Cauquenes Chanco Itata    | 82  | Tomás Ramírez Frías                | PL      |
| Linares Parral Loncomilla              | 83  | Ignacio Urrutia Manzano            | PL      |
| Linares Parral Loncomilla              | 84  | Luis Pereira Íñiguez               | PCon    |
| Linares Parral Loncomilla              | 85  | Aurelio Meza Rivera                | PR      |
| Linares Parral Loncomilla              | 86  | Domingo Antonio Del Solar Urrutia  | PLD     |
| San Carlos Chillán                     | 87  | Ricardo Saúl Troncoso Puga         | PL      |
| San Carlos Chillán                     | 88  | Mario de Larraechea Herrera        | PL      |
| San Carlos Chillán                     | 89  | Luis Álamos Barros                 | PR      |
| Bulnes Yungay                          | 90  | Marcial Mora Miranda               | PR      |
| Bulnes Yungay                          | 91  | Luis Navarro Ocampo                | PCon    |
| Bulnes Yungay                          | 92  | Vicente Palacios Wilson            | PLD     |
| Concepción Talcahuano Coelemu          | 93  | José Francisco Urrejola Menchaca   | PCon    |
| Concepción Talcahuano Coelemu          | 94  | Manuel Navarrete                   | PD      |
| Concepción Talcahuano Coelemu          | 95  | Marcos Serrano Menchaca            | PL      |
| Concepción Talcahuano Coelemu          | 96  | Manuel Bart Herrera                | USRACH  |
| Rere Puchacay Lautaro                  | 97  | Alberto Collao                     | PLD     |
| Rere Puchacay Lautaro                  | 98  | Carlos Elgueta González            | PR      |
| Rere Puchacay Lautaro                  | 99  | Roberto Gómez Pérez                | PR      |
| Rere Puchacay Lautaro                  | 100 | Salvador Barra Wöll                | USRACH  |
| Arauco Lebu Cañete                     | 101 | Samuel Guzmán García               | PL      |
| Arauco Lebu Cañete                     | 102 | Virgilio Morales Vivanco           | PD      |
| Arauco Lebu Cañete                     | 103 | Juan Antonio Ríos Morales          | PR      |
| La Laja Nacimiento Mulchén             | 104 | Julio René De La Jara Zúñiga       | PLD     |
| La Laja Nacimiento Mulchén             | 105 | Domingo Contreras Gómez            | PR      |
| La Laja Nacimiento Mulchén             | 106 | Alberto Moller Bordeu              | PR      |
| La Laja Nacimiento Mulchén             | 107 | Jorge Orrego Puelma                | PL      |
| Angol Traiguén Mariluán Collipulli     | 108 | Héctor Álvarez Álvarez             | PD      |
| Angol Traiguén Mariluán Collipulli     | 109 | Hernán Figueroa Anguita            | PR      |
| Angol Traiguén Mariluán Collipulli     | 110 | Alfredo Soto Bunster               | PL      |
| Angol Traiguén Mariluán Collipulli     | 111 | Eulogio Rojas Mery                 | PR      |
| Temuco Imperial Llaima                 | 112 | Armando Montes Velasco             | PCon    |
| Temuco Imperial Llaima                 | 113 | Francisco Melivilu Henríquez       | PD      |
| Temuco Imperial Llaima                 | 114 | Aníbal Gutiérrez Romero            | PD      |
| Temuco Imperial Llaima                 | 115 | Manuel Manquilef González          | PLD     |
| Temuco Imperial Llaima                 | 116 | Rudecindo Ortega Mason             | PR      |
| Temuco Imperial Llaima                 | 117 | Juan Antonio Picasso               | PR      |
| Valdivia La Unión Villarrica Río Bueno | 118 | Antonio Cárdenas Soto              | PCon    |
| Valdivia La Unión Villarrica Río Bueno | 119 | Pedro Nolasco Cárdenas Avendaño    | PD      |
| Valdivia La Unión Villarrica Río Bueno | 120 | Luis Segundo Rudloff               | PD      |
| Valdivia La Unión Villarrica Río Bueno | 121 | Augusto Espejo Pando               | PL      |
| Valdivia La Unión Villarrica Río Bueno | 122 | Carlos Acharán Pérez de Arce       | PL      |
| Valdivia La Unión Villarrica Río Bueno | 123 | Cristiano Becker Valdevellano      | PR      |
| Valdivia La Unión Villarrica Río Bueno | 124 | Abraham Quevedo Vega               | USRACH  |
| Osorno Llanquihue Carelmapu            | 125 | Delfín Carvallo                    | PR      |
| Osorno Llanquihue Carelmapu            | 126 | Luis Gutiérrez Allende             | PCon    |
| Osorno Llanquihue Carelmapu            | 127 | Arturo Montecinos Rozas            | PR      |
| Osorno Llanquihue Carelmapu            | 128 | Luis Alberto Urrutia Ibáñez        | PLD     |
| Ancud Quinchao Castro                  | 129 | Luis Cabrera Ferrada               | PCon    |
| Ancud Quinchao Castro                  | 130 | Ignacio García Henríquez           | PCon    |
| Ancud Quinchao Castro                  | 131 | Juan Rafael Del Canto Medán        | PLD     |
| Ancud Quinchao Castro                  | 132 | Agustín Cannobio Galdames          | PR      |

#### Presidentes de la Cámara de Diputados
| Inicio                | Término               | Presidente | Presidente                       | Partido | Partido |
| --------------------- | --------------------- | ---------- | -------------------------------- | ------- | ------- |
| 1 de marzo de 1926    | 28 de octubre de 1926 |            | Rafael Luis Gumucio Vergara      |         | PCon    |
| 28 de octubre de 1926 | 28 de octubre de 1928 |            | José Francisco Urrejola Menchaca |         | PCon    |
| 28 de octubre de 1928 | 1 de marzo de 1930    |            | Joaquín Tagle Ruiz               |         | PCon    |

## Elección delSenado

### Listado de senadores 1926-1930
Esta es la primera elección con la nueva Constitución Política de Chile, por lo cual se llevaron a cabo las elecciones conjuntas de las provincias de todo el país, pero por diferentes períodos senatoriales, considerando que debían elegirse cada cuatro años por mitades. Los senadores electos para el período 1926-1930, marcados en celdas oscuras, corresponden a las agrupaciones provinciales de Atacama y Coquimbo; Santiago; Talca, Linares y Maule; Biobío, Malleco y Cautín.
| Provincias                 | N° | Senador                             | Partido |
| -------------------------- | -- | ----------------------------------- | ------- |
| Tarapacá Antofagasta       | 1  | Manuel Hidalgo Plaza                | USRACH  |
| Tarapacá Antofagasta       | 2  | Arturo Alessandri Palma             | PL      |
| Tarapacá Antofagasta       | 3  | Maximiliano Poblete Cortés          | PR      |
| Tarapacá Antofagasta       | 4  | Aurelio Núñez Morgado               | PR      |
| Tarapacá Antofagasta       | 5  | Alberto Cabero Díaz                 | PR      |
| Atacama Coquimbo           | 6  | Abraham Gatica Silva                | PLD     |
| Atacama Coquimbo           | 7  | Guillermo Azócar Álvarez            | PR      |
| Atacama Coquimbo           | 8  | Joaquín Yrarrázabal Larraín         | PCon    |
| Atacama Coquimbo           | 9  | Nicolás Marambio Montt              | PR      |
| Atacama Coquimbo           | 10 | Oscar Urzúa Jaramillo               | PL      |
| Aconcagua Valparaíso       | 11 | Silvestre Ochagavía Echaurren       | PCon    |
| Aconcagua Valparaíso       | 12 | Rafael Luis Barahona San Martín     | PL      |
| Aconcagua Valparaíso       | 13 | Ismael Undurraga Echazarreta        | PR      |
| Aconcagua Valparaíso       | 14 | Antonio Vial Infante                | PL      |
| Aconcagua Valparaíso       | 15 | Arturo Lyon Peña                    | PCon    |
| Santiago                   | 16 | Guillermo Barros Jarpa              | PL      |
| Santiago                   | 17 | Joaquín Echenique Gandarillas       | PCon    |
| Santiago                   | 18 | Roberto Sánchez García De La Huerta | PLD     |
| Santiago                   | 19 | Luis Salas Romo                     | PR      |
| Santiago                   | 20 | Aquiles Concha Stuardo              | PD      |
| O'Higgins Colchagua Curicó | 21 | José Exequiel González Cortés       | PCon    |
| O'Higgins Colchagua Curicó | 22 | Armando Jaramillo Valderrama        | PL      |
| O'Higgins Colchagua Curicó | 23 | Francisco Vidal Garcés              | PCon    |
| O'Higgins Colchagua Curicó | 24 | Ladislao Errázuriz Lazcano          | PL      |
| O'Higgins Colchagua Curicó | 25 | Alfredo Piwonka Gilabert            | PR      |
| Talca Linares Maule        | 26 | Pedro Opazo Letelier                | PLD     |
| Talca Linares Maule        | 27 | Romualdo Silva Cortés               | PCon    |
| Talca Linares Maule        | 28 | Nicanor Silva Silva                 | USRACH  |
| Talca Linares Maule        | 29 | Matías Silva Sepúlveda              | PL      |
| Talca Linares Maule        | 30 | Gonzalo Urrejola                    | PCon    |
| Ñuble Concepción Arauco    | 31 | Enrique Oyarzún Mondaca             | PR      |
| Ñuble Concepción Arauco    | 32 | Augusto Rivera Parga                | PR      |
| Ñuble Concepción Arauco    | 33 | Alfredo Barros Errázuriz            | PCon    |
| Ñuble Concepción Arauco    | 34 | Luis Enrique Concha González        | PD      |
| Ñuble Concepción Arauco    | 35 | Enrique Zañartu Prieto              | PLD     |
| Biobío Malleco Cautín      | 36 | Artemio Gutiérrez Vidal             | PD      |
| Biobío Malleco Cautín      | 37 | Remigio Medina Neira                | PR      |
| Biobío Malleco Cautín      | 38 | Carlos Werner Richter               | PL      |
| Biobío Malleco Cautín      | 39 | Manuel Trucco Franzani              | PR      |
| Biobío Malleco Cautín      | 40 | Gerardo Augusto Smitmans Rothamel   | PL      |
| Valdivia Llanquihue Chiloé | 41 | José Maza Fernández                 | PLD     |
| Valdivia Llanquihue Chiloé | 42 | Luis Alberto Cariola Maffei         | PCon    |
| Valdivia Llanquihue Chiloé | 43 | Carlos Schürmann Ritter             | PR      |
| Valdivia Llanquihue Chiloé | 44 | Absalón Valencia Zavala             | PLD     |
| Valdivia Llanquihue Chiloé | 45 | Alfonso Bórquez Pérez               | PR      |

#### Presidentes del Senado
| Inicio             | Término            | Presidente | Presidente              | Partido | Partido |
| ------------------ | ------------------ | ---------- | ----------------------- | ------- | ------- |
| 1 de marzo de 1926 | 1 de marzo de 1930 |            | Enrique Oyarzún Mondaca |         | PR      |